# Nowellia aciliata
Nowellia aciliata là một loài rêu tản trong họ Cephaloziaceae. Loài này được (P.C. Chen & P.C. Wu) Mizut. miêu tả khoa học lần đầu tiên năm 1994.